# Stichleitung

Offene Stichleitung (Stub)

Als Stichleitung wird in Hochfrequenz-Systemen eine elektrische Leitung zur Impedanzanpassung bezeichnet, also zur Verbesserung der Einfügedämpfung oder zur Reduzierung der reflektierten Welle. Die Stichleitung kann sein:
- am Ende offen (open circuit)
- kurzgeschlossen (short circuit), dann bildet sich auf der Stichleitung eine stehende Welle.

Eine Stichleitung bewirkt im Smith-Diagramm eine Drehung des Impedanz- bzw. Admittanzpunktes:
- offenes Leitungsende nach rechts
- kurzgeschlossenes nach links.

Die Länge der Stichleitung im Verhältnis zur im Medium spezifischen Wellenlänge {\displaystyle \lambda } bestimmt, „wie weit“ diese Drehung erfolgt.

## Am Ende offene Stichleitung
Die Eingangsimpedanz {\displaystyle Z_{\mathrm {O} }} einer näherungsweise verlustlosen und am Ende offene Stichleitung ist gegeben als
{\displaystyle Z_{\mathrm {O} }=\mathrm {-j} Z_{L}\cot(\beta l)}
mit
- der imaginären Einheit {\displaystyle \mathrm {j} }
- dem Leitungswellenwiderstand {\displaystyle Z_{L}} der Stichleitung
- der Cotangens-Funktion {\displaystyle \cot }
- der Phasenkonstante {\displaystyle \beta }
- der Länge {\displaystyle l} der Stichleitung.

Je nachdem, ob der Ausdruck {\displaystyle \cot(\beta l)} positiv oder negativ ist, verhält sich die Stichleitung bei gegebenen Frequenzen und gegebener Leitungslänge entweder induktiv oder kapazitiv:
| {\displaystyle \beta l}             | {\displaystyle \cot(\beta l)}                     | {\displaystyle Z_{\mathrm {O} }}                     | die Stichleitung …                         |
| ----------------------------------- | ------------------------------------------------- | ---------------------------------------------------- | ------------------------------------------ |
| {\displaystyle \beta l<\pi /2}      | {\displaystyle \cot(\beta l)>0}                   | {\displaystyle Z_{\mathrm {O} }<0}                   | verhält sich kapazitiv                     |
| {\displaystyle \beta l=\pi /2}      | {\displaystyle \cot(\beta l)=0}                   | {\displaystyle Z_{\mathrm {O} }=0}                   | stellt einen Kurzschluss dar               |
| {\displaystyle \pi /2<\beta l<\pi } | {\displaystyle \cot(\beta l)<0}                   | {\displaystyle Z_{\mathrm {O} }>0}                   | verhält sich induktiv                      |
| {\displaystyle \beta l=\pi }        | {\displaystyle \cot(\beta l)\rightarrow -\infty } | {\displaystyle Z_{\mathrm {O} }\rightarrow +\infty } | weist einen unendlich hohen Widerstand auf |

## Am Ende kurzgeschlossene Stichleitung
Die Eingangsimpedanz {\displaystyle Z_{\mathrm {S} }} einer näherungsweise verlustlosen und am Ende kurzgeschlossenen Stichleitung ist gegeben als
{\displaystyle Z_{\mathrm {S} }=\mathrm {j} Z_{0}\tan(\beta l)}
mit der Tangens-Funktion {\displaystyle \tan }
Je nachdem, ob der Ausdruck {\displaystyle \tan(\beta l)} positiv oder negativ ist, verhält sich die Stichleitung induktiv oder kapazitiv.